# Wilhelm Moritz Keferstein
Pour les articles homonymes, voir Moritz.
Wilhelm Moritz Keferstein est un naturaliste allemand, né le 7 juin 1833 et mort le 25 janvier 1870.
Il fait paraître Zoologische Beiträge gesammelt im Winter 1859/60 in Neapel und Messina... en 1861 à Leipzig.
Il est l'auteur de nombreux travaux sur les reptiles et les amphibiens.